# Microsoft Dynamics AX
Microsoft Dynamics AX je jeden z produktů společnosti Microsoft. Jedná se o nástroj v kategorii enterprise resource planning software. Je součástí rodiny produktů Microsoft Dynamics.

## Historie
Microsoft Dynamics AX byl původně vyvíjen jako Axapta v Dánsku před tím, než se v roce 2000 společnost Damgaard sloučila s firmou Navision Software A/S. Spojené společnosti včetně NavisionDamgaard a později Navision A/S byly později koupeny softwarovou společností Microsoft Corporation v létě roku 2002. Axapta byla uvedena na trh ještě před sloučením, a to v březnu 1998 v Dánsku a USA. Dnes je k dispozici ve čtyřiceti pěti jazycich v rámci celého světa. 
Systém si mohou zákazníci software AX upravovat pomocí vlastního IDE rozhraní s názvem MorphX, které obsahuje různé nástroje a příkazovou řádku. Software si mohou upravovat běžní uživatelé, k dispozici jsou také vývojové nástroje. Aplikace využívá vlastní jazyk s názvem X++. 
26. května 2008 dokončila společnost Microsoft vývoj poslední verze (2009). 